# Rolf Eckhoff
Rolf Eckhoff (* 21. Juni 1958 in Gevelsberg) ist ein deutscher Rechtswissenschaftler.

## Leben
Von 1978 bis 1980 studierte er Politologie, neuere Geschichte und Philosophie an der Universität Münster und von 1978 bis 1984 Rechtswissenschaften an der Universität Münster. Nach dem 1. juristischen Staatsexamen 1984 vor dem Justizprüfungsamt bei dem Oberlandesgericht Hamm, der 2. juristischen Staatsprüfung 1990 vor dem Landesjustizprüfungsamt für das Land Nordrhein-Westfalen in Düsseldorf, der Promotion 1991 zum Doktor der Rechte an der Rechtswissenschaftlichen Fakultät der Universität Münster und der Habilitation 1999 ebenda (Venia Legendi für Öffentliches Recht, Steuerrecht und Europarecht) wurde er 2000 Universitätsprofessor für Öffentliches Recht, Finanz- und Steuerrecht an der Universität Regensburg.

## Schriften (Auswahl)
- Der Grundrechtseingriff. Köln 1992, ISBN 3-452-22254-3.
- Rechtsanwendungsgleichheit im Steuerrecht. Die Verantwortung des Gesetzgebers für einen gleichmäßigen Vollzug des Einkommensteuerrechts. Köln 1999, ISBN 3-504-20071-5.